# Веняручей
Веняручей — ручей в России, протекает по территории Андомского сельского поселения Вытегорского района Вологодской области. Длина ручья — 14 км, площадь водосборного бассейна — 46,1 км².

## Общие сведения
Ручей берёт начало из озера Веня на высоте 228,2 м над уровнем моря и далее течёт преимущественно в юго-западном направлении.
Ручей имеет один малый приток длиной 2,0 км.
Впадает на высоте 196,8 м над уровнем моря в озеро Купецкое, которое протокой соединяется с рекой Андомой, впадающей в Онежское озеро.
Населённые пункты на ручье отсутствуют.
Код объекта в государственном водном реестре — 01040100612202000017236.